# Semiothisa tectaria
Semiothisa tectaria är en fjärilsart som beskrevs av Walker 1861. Semiothisa tectaria ingår i släktet Semiothisa och familjen mätare. Inga underarter finns listade i Catalogue of Life.